# De Trawanten van Spih
De trawanten van Spih is het 12de stripverhaal van De Kiekeboes. De reeks wordt getekend door striptekenaar Merho. De cover is 'geïnspireerd' op een werk van Bob Layzell

## Verhaal
Konstantinopel, Joeksel en Froefroe worden door een ruimtetuig ontvoerd naar de planetoïde Spih, waar buitenaardse wezens hen proberen op te voeden tot Spih-bewoners. Ondertussen gaan Marcel Kiekeboe en meneer Van Der Neffe tevergeefs naar hun kinderen op zoek.